# Reggatta de Blanc
Reggatta de Blanc je druhé studiové album britské skupiny The Police. Jeho nahrávání probíhalo od února do srpna 1979 ve studiu Surrey Sound Studio, jehož vlastníkem byl Nigel Gray, který byl rovněž spoluproducentem alba. Album vyšlo v říjnu 1979 u vydavatelství A&M Records. V žebříčku 500 nejlepších alb všech dob časopisu Rolling Stone se album umístilo na 323. místě.

## Seznam skladeb
| Pořadí         | Název                         | Autor                                 | Délka |
| -------------- | ----------------------------- | ------------------------------------- | ----- |
| 1.             | Message in a Bottle           | Sting                                 | 4:51  |
| 2.             | Reggatta de Blanc             | Sting, Andy Summers, Stewart Copeland | 3:06  |
| 3.             | It's Alright for You          | Sting, Copeland                       | 3:13  |
| 4.             | Bring on the Night            | Sting                                 | 4:15  |
| 5.             | Deathwish                     | Sting, Summers, Copeland              | 4:13  |
| 6.             | Walking on the Moon           | Sting                                 | 5:02  |
| 7.             | On Any Other Day              | Copeland                              | 2:57  |
| 8.             | The Bed's Too Big Without You | Sting                                 | 4:26  |
| 9.             | Contact                       | Copeland                              | 2:38  |
| 10.            | Does Everyone Stare           | Copeland                              | 3:52  |
| 11.            | No Time This Time             | Sting                                 | 3:17  |
| Celková délka: | Celková délka:                | Celková délka:                        | 41:52 |

## Obsazení
- Sting – baskytara, zpěv, doprovodné vokály, kontrabas
- Andy Summers – kytara, klavír
- Stewart Copeland – bicí, kytara, zpěv, doprovodné vokály